# 毛叶狗牙花
毛叶狗牙花（学名：Ervatamia puberula）为夹竹桃科狗牙花属下的一个种。

## 扩展阅读
- 維基物種上的相關：毛叶狗牙花